# Cantó de Montpeller-8

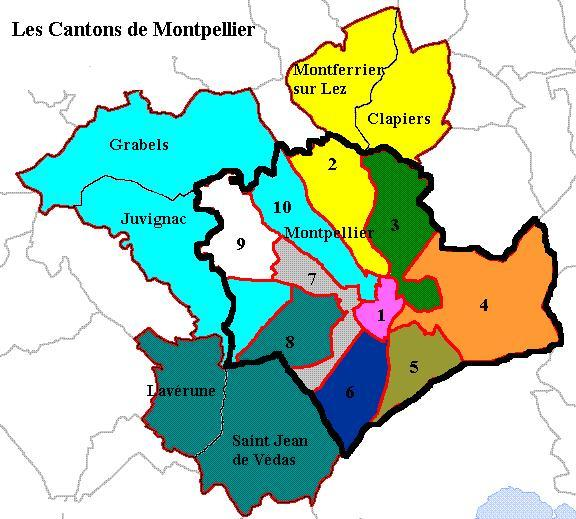
Els cantons de Montpeller

El cantó de Montpellier-8 és un cantó francès del departament de l'Erau, a la regió del Llenguadoc-Rosselló. Forma part del districte de Montpeller, té 2 municipis i una part del cap cantonal que és Montpeller.

## Municipis
- La Veruna
- Sant Joan de Vedats
- Montpeller